# Dhanbad (stad)
Dhanbad is een stad in de deelstaat Jharkhand in India. De stad is gelegen in het gelijknamige district Dhanbad en Dhanbad zelf heeft 198.963 inwoners (2001). De agglomeratie echter is met 1.064.357 inwoners (2001) een stuk groter, waarmee Dhanbad het op een na grootste stedelijke gebied van Jharkhand is.

## Economie
De stad is een industriestad, bekend om haar kolen- en ijzermijnen en haar expertise in mijnbouw met onder andere de The Indian School of Mines.

## Sport
Het Jawaharlal Nehru Stadium, een cricketstadion met een capaciteit van 20.000, is het grootste stadion van Dhanbad.